# Hugo Eberhard Cratz von Scharfenstein
Hugo Eberhard Cratz von Scharfenstein (Engers, 1595 – Ratisbona, 13 marzo 1663) fu vescovo di Worms dal 1654 al 1663 e inviato speciale del principato arcivescovile di Magonza ai negoziati della pace di Vestfalia.

## Biografia

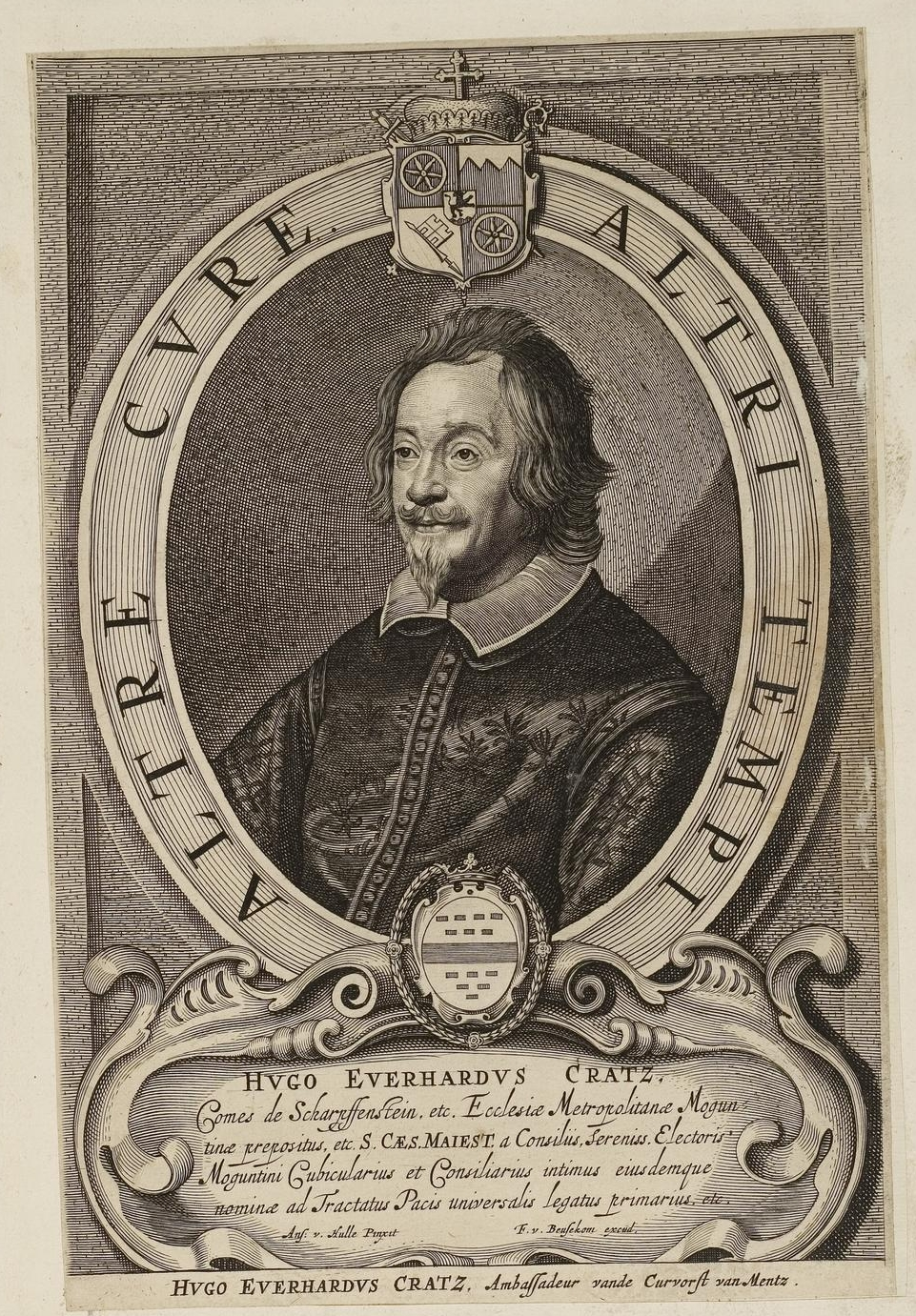
Hugo Eberhard Cratz von Scharfenstein in una litografia d'epoca

Membro della nobile famiglia dei Cratz von Scharfenstein, suo padre era Anton Cratz von Scharfenstein, mentre sua madre era Katharina von Metternich zu Zierel. Suo fratello era il generale Johann Philipp Cratz von Scharffenstein, dapprima al servizio dell'impero e poi degli svedesi. Suo prozio Filippo II Cratz von Scharfenstein venne eletto vescovo di Worms nel 1604, ma morì poco dopo la sua elezione.
Dal 1602 Hugo Eberhard, già destinato alla carriera ecclesiastica, disponeva di una prebenda nella cattedrale di Treviri, alla quale seguirono altre prebende a Magonza ed a Worms. Completò la sua formazione presso l'Università di Siena. Tornato in Germania, divenne canonico a Treviri nel 1623 e dal 1627 fu arcidiacono a Dietkirchen. Nel 1636 divenne cappellano personale dell'arcivescovo di Treviri e prevosto della cattedrale dal 1653. Tra il 1611 ed il 1663 fu inoltre prevosto dell'abbazia di San Paolino.
Canonico anche della cattedrale di Magonza dal 1629, nel 1638 divenne custode della cattedrale. Dal 1638 fu prevosto dell'abbazia di San Bartolomeo a Francoforte sul Meno, donando poi un nuovo altare al complesso.
Oltre ai suoi impegni in campo religioso, Hugo Eberhard Cratz von Scharfenstein fu inoltre consigliere dell'arcivescovo in quanto principe-elettore del Sacro Romano Impero e fu ciambellano a Magonza. Dal 1645 divenne inviato speciale per conto dello stesso principe-arcivescovo di Magonza alle trattative per la pace di Vestfalia di cui per fu uno dei principali artefici. Venne dimesso dalla carica nel 1647, così che Nikolaus Georg Reigersberg firmò i trattati per conto dell'elettorato magontino.
Nel 1650 si era infatti impegnato senza successo nella speranza di ottenere l'incarico come vescovo coadiutore dell'arcidiocesi di Treviri. Come prevosto della cattedrale di Worms e rettore dell'Università di Heidelberg, Cratz von Scharfenstein ebbe infine facile elezione alla cattedra episcopale di Worms nel 1654. Tra il 1655 e il 1657 fu commissario imperiale al Reichsdeputationstag di Francoforte e prese parte alla riunione della dieta imperiale a Ratisbona nel 1663 anche come ambasciatore per l'elettorato di Magonza. Morì durante le trattative e venne sepolto su sua richiesta nella Liebfrauenkirche di Worms, davanti al Marienaltar.